# Красное (село, Кущёвский район)
Красное — село в Кущёвском районе Краснодарского края. Административный центр Красносельского сельского поселения. 
Население —  3569 жителей (2010).

## География
Расположено в северной части Приазово-Кубанской равнины, в 21 км на север от райцентра станицы Кущёвской. К селу примыкают: хутор Красное, хутор Водяная Балка, хутор Тауруп Второй.

### Улицы
| - пер. 8 марта, - пер. Восточный, - пер. Коммунистический, - пер. Первомайский, - ул. Ворошилова, - ул. Калинина, - ул. Комсомольская, - ул. Краснознаменная, - пер.Партизанский, - пер.Победы, - пер.Советов, - пер.Солнечный - ул.Чкалова - ул.Железнодорожная | - ул. Красносельская, - ул. Ленина, - ул. Ломоносова, - ул. Манцызова, - ул. Молодёжная, - ул. Некрасова, - ул. Новая, - пер.Красноармейский, - ул.Пролетарская, - пер.Семашко, - пер.Войкова, - пер.Ростовский, - пер.Чапаева - ул.Дачная | - ул. Павлова, - пер. Петровского, - ул. Полянского, - ул. Садовая, - ул. Трудовая, - ул. Шамраева, - ул. Шоссейная. - ул.Куйбышева, - ул.Новостройки, - ул.Кирова, - пер.Московский, - ул.Гагарина - пер.Элеваторный - ул.Крупской. |

## Население
| 2002 | 2010  |
| ---- | ----- |
| 3459 | ↗3569 |

## Известные люди
В селе родились:
- Андрюха, Пантелей Владимирович
- Лысенко, Вадим Григорьевич

## Инфраструктура
Железнодорожная станция Степная на линии «Ростов—Тихорецк».
В селе располагаются: школа, отделение почтовой связи и администрация поселения.